# Benmore (Whiskybrennerei)
Benmore war eine Whiskybrennerei in Campbeltown, Argyll and Bute, Schottland.
Die Brennerei wurde 1868 von Bulloch, Lade & Co. gegründet. Im Jahre 1920 wurde sie an die Benmore Distilleries Ltd. verkauft, zu der auch die Brennereien Lochruan, Lochindaal und Dallas Dhu gehörten. 1927 wurde der Betrieb eingestellt und auch dann nicht wieder aufgenommen, als das Unternehmen 1929 in den Besitz der Distillers Company Ltd. (DCL) überging. 1936 kam es zum erneuten Verkauf der Gebäude, die fortan als Busgarage genutzt wurden. Noch heute sind große Teile der ursprünglichen Gebäude erhalten. Diese sind in den schottischen Denkmallisten in die Kategorie B einsortiert.
Als Alfred Barnard im Rahmen seiner Whiskyreise im Jahre 1885 die Brennerei besuchte, verfügte sie über eine jährliche Produktionskapazität von 125.000 Gallonen. Es standen eine 2500 Gallonen Grobbrandblase (Wash Still) und eine 1200 Gallonen fassende Feinbrandblase (Spirit Still) zur Verfügung. Anders als die meisten Brennereien Campbeltowns wurde bei Benmore nicht das Wasser des Crosshill Lochs zum Einmaischen verwendet, sondern das Wasser eines Brunnens auf dem Betriebsgelände. Die Brennerei produzierte um das Jahr 1885 jährlich 125.000 Gallonen Malt Whisky.